# 매디슨 헤밍스
매디슨 헤밍스(Madison Hemings, 1805년 1월 18일 ~ 1877년 11월 28일)는 미국의 흑인 노예로 샐리 헤밍스의 아들이었다. 생전에 미국 제3대 대통령 토머스 제퍼슨의 아들이라 주장했으나 입증할 수 없었고, 사후 121년 만에 유전자 검사 결과 제퍼슨의 아들로 확인되었다. 더 정확하게 말하면 제퍼슨 혹은 제퍼슨 형제의 후손임이 입증된 것. 다만 정황상 제퍼슨의 후손일 가능성이 가장 높긴 하다.
1802년 이후 샐리 헤밍스의 자녀 7명은 토머스 제퍼슨의 사생아라는 의혹이 제기되었고 이는 제퍼슨의 정적들, 노예 폐지론자, 평등주의자, 미국의 독립에 대해 부정적인 영국정부 등에 의해 비판의 대상이 되었으나 제퍼슨은 별다른 반응을 보이지 않았다. 그 뒤 메디슨은 토머스 제퍼슨의 아들이라 주장하였으나 증거를 제시할 수 없었으므로 생전에는 인정받지 못하였다. 메디슨 사후에도 메디슨의 후손들은 계속해서 토머스 제퍼슨의 후손임을 주장했다. 오랫동안 논란이 되다가 1998년 그의 동생 이스턴 헤밍스(Eston Hemings)의 남계 후손이 토머스 제퍼슨의 삼촌 필드 제퍼슨의 후손 5명과 Y 염색체의 유전자를 비교해본 결과, 이스턴 헤밍스는 제퍼슨 가의 후손으로 판명됐다. 이어 메디슨의 후손들도 제퍼슨 가의 후손들과 DNA 유전자 검사를 한 결과 메디슨의 후손들도 제퍼슨 가의 유전자를 지닌 것이 밝혀져 후손으로 인정되었다.

## 가족 관계
- 부친 : 토머스 제퍼슨 (Thomas Jefferson, 1743년 - 1826년) (추정) : 미국의 제 3대 대통령
- 모친 : 샐리 헤밍스 (Sally Hemings, 1773년 - 1835년) : 제퍼슨의 장인 존 웨일스와 노예 엘리자베스 헤밍스의 딸
- 형제자매 : 비벌리 헤밍스, 해리엇 헤밍스, 이스턴 헤밍스
- 자녀 (9명)

- 메리 휴즈 맥코이 (Mary Hughes McCoy, 1810년 - 1876년)

- 사라 헤밍스 버드 (Sarah Hemings Byrd, 1835년 - 1884년)
- 토머스 이스턴 헤밍스 (Thomas Eston Hemings, 1837년 - 1865년)
- 해리엇 헤밍스 버틀러 스피어스 (Harriet Hemings Butler Spears, 1842년 - 1925년)
- 메리 앤 헤밍스 존슨 (Mary Ann Hemings Johnson, 1843년 - 1921년)
- 캐서린 제인 헤밍스 헤일 (Catherine Jane Hemings Hale, 1844년? - 1880년)
- 윌리엄 비벌리 헤밍스 (William Beverly Hemings, 1845년 - 1910년)
- 제임스 매디슨 헤밍스 (James Madison Hemings, 1849년 - 1922년)
- 줄리아 앤 헤밍스 (Julia Ann Hemings, 1851년 - 1867년)
- 엘렌 웨일스 헤밍스 로버츠 (Ellen Wayles Hemings, 1856년 - 1940년)

## 같이 보기
- 샐리 헤밍스
- 토머스 제퍼슨
- 이스턴 헤밍스
- DNA 검사